# Теория на очакванията
Теорията на очакванията (или теорията на мотивацията за очакване) предполага, че човек ще се държи или ще действа по определен начин, защото е мотивиран да избира специфично поведение заради очаквания резултат от това поведение. По същество мотивацията за избор на поведение се определя от желанието на резултата. В основата на теорията обаче стои познавателният процес на това как даден човек обработва различните мотивационни елементи. Това се прави, преди да се направи най-добрият избор. Резултатът не е единственият определящ фактор при вземането на решение как да се държи.
Теорията за очакванията е за мисловните процеси, свързани с избора или избирането. Тя обяснява процесите, през които човек преминава, за да направи избор. В изследването на организационното поведение теорията на очакванията е мотивационна теория, предложена за първи път от Виктор Врум от Училището по мениджмънт на Йейл.
Тази теория набляга на нуждите на организациите да свързват възнагражденията директно с изпълнението и да гарантират, че предоставените награди са тези, които заслужават и искат получателите.
През 1964 г. Виктор Врум развива теорията на очакванията чрез изучаването на мотивацията за вземане на решения. Тази теория е от значение за изучаването на управлението.